# Hedemora (gemeente)
Hedemora is een Zweedse stad en gemeente in Dalarna. De gemeente behoort tot de provincie Dalarnas län. Ze heeft een totale oppervlakte van 934,0 km² en telde 15.380 inwoners.

## Plaatsen
- Hedemora (stad)
- Långshyttan
- Vikmanshyttan
- Garpenberg
- Husby (Hedemora)
- Backa (Hedemora)
- Stjärnsund
- Ingvallsbenning en Lerbo
- Kloster
- Nordansjö
- Grådö
- Jälkarbyn

Älvdalen · Avesta · Borlänge · Falun · Gagnef · Hedemora · Leksand · Ludvika · Malung-Sälen · Mora · Orsa · Rättvik · Säter · Smedjebacken · Vansbro